# Вайнай Садаюки
Вайнай Садаюки (яп. 和井内貞行, わいないさだゆき, 29 марта 1858 — 16 мая 1922) — японский учёный, исследователь. Занимался изучением озера Товада в префектуре Акита. Родился в селе Кеманай в провинции Муцу (современная префектура Акита, город Кадзуно). Опроверг старые представления японцев о непригодности озера для жизни рыб. В 1903–1905 годах начал искусственно выращивать лососей вида Oncorhynchus nerka в Товаде. Посвятил себя развитию рыболовства и разведению рыбы в озере.